# Stupidogobius
Stupidogobius é um género de peixe da família Gobiidae.
Este género contém as seguintes espécies:
- Stupidogobius flavipinnis